# Laura Loomer
Laura Elizabeth Loomer (Tucson, Arizona, 21 de maig de 1993) és una activista política estatunidenca d'extrema dreta. Aquesta personalitat polèmica d'Internet, i acusada ben sovint de tenir discursos conspiracionistes, racistes, homòfobs, trànsfobs i islamòfobs (ha estat foragitada de diverses plataformes de mitjans socials per incitació a l'odi i desinformació), ha esdevingut d'ençà del 2024 una de les persones més influents que graviten al voltant del president dels Estats Unitsː Donald Trump, creant fins i tot tensions molt greus al si del camp republicà.
Anteriorment, el 2020 va ser candidata republicana al 21è districte congressional de Florida, a les eleccions de la Cambra de Representants dels Estats Units i va perdre contra la candidata demòcrata Lois Frankel.